# Russelia furfuracea
Russelia furfuracea är en grobladsväxtart som beskrevs av T. S. Brandegee. Russelia furfuracea ingår i släktet Russelia och familjen grobladsväxter. Inga underarter finns listade i Catalogue of Life.